# Про людей и про войну
«Про людей и про войну» — российский цикл короткометражных новелл, снятых студией Artel Films, экранизирующий ряд эпизодов советской и постсоветской истории, связанных преимущественно с Великой Отечественной войной.
По словам продюсера проекта Анны Чижовой, он был изначально ориентирован на видеоплатформу YouTube как одну из самых популярных платформ среди молодой аудитории.
Проект участвовал в фестивалях в Лондоне, Сингапуре, Буэнос-Айресе, Рио-де-Жанейро, Риме; на российских кинофестивалях он выиграл более 70 наград, среди них 32 зарубежных (по состоянию на 2024 год).

## Первый сезон
Сюжеты сезона основаны на воспоминаниях ветеранов войны.

#### Снайпер
Снайперская дуэль. Две девушки-снайпера пытаются обнаружить снайпера-немца, но тот ранит одну из них. Она притворяется мёртвой — но, кажется, они поняли, где прячется враг. Приняв решение, девушка шевелится, и немец достреливает её, но этим выдаёт себя — и вторая убивает его.

#### Любушка
25 июля 1941 года. Молодой лейтенант, доставивший приказ 148-му стрелковому полку занять оборону вдоль реки и удерживать позиции, выясняет, что от всего полка осталась только горстка бойцов под командованием старшины. Когда лейтенант понимает, что среди выживших он оказался старшим по званию, он принимает командование на себя. Отправляя девушку-санинструктора с докладом в штаб, лейтенант приказывает ей доставить туда ящик с документами погибших. По дороге та открывает ящик и находит в нём в том числе и документы самого лейтенанта, который прекрасно осознавал, какая судьба ожидает его в скором будущем.

#### Обычай
Сюжет взят из стихотворения Е. Евтушенко «Сватовство». Согласно старому сибирскому обычаю, во время сватовства невеста должна обмыть ноги жениху и выпить эту воду. Однако жених, которому через несколько дней предстоит отправиться на фронт, посреди церемонии меняется с невестой местами и выпивает воду с её ног.

#### Глаза
Немцы штурмуют небольшой приморский городок, его жители пытаются эвакуироваться. Санитарка ведёт за собой молодого солдата, временно потерявшего зрение. Она погибает от близкого разрыва; солдат на ощупь находит девушку, подающую признаки жизни, и из последних сил доносит её до точки эвакуации.

#### Папа
Лето 1945 года, Ленинград. Маленькая девочка каждое утро ходит на вокзал встречать поезда с возвращающимися с войны солдатами в надежде встретить с войны папу. В её отсутствие взрослые говорят о том, что её отец погиб на фронте. Но девочка знает об этом — и, увидев на вокзале бойца, которого никто не встречает — все его родные погибли — предлагает тому стать её папой.

#### Циркач
Группа советских разведчиков, засланная в немецкий тыл, сумела захватить важного немецкого офицера. По пути назад они замечают группу карателей, отправленных в деревню, чтобы совершить суд над пособниками партизан, которые оказываются совсем юными девочками. Один из разведчиков, до войны бывший артистом цирка, трюками и фокусами отвлекает на себя внимание немцев, а остальные разведчики ликвидируют их.

#### Повар
Одинокий немецкий танк оказывается на тыловых позициях советского подразделения. Одинокий солдат, занимающийся приготовлением обеда для своего подразделения, проявляя смекалку, обездвиживает танк и в одиночку берёт в плен его экипаж. Сюжет основан на подвиге И. П. Середы.

## Второй сезон
Сезон построен на основе писем зрителей с историями их родственников, прошедших войну.

#### Артист
Агитбригада выступает в госпитале, чтобы поднять дух раненых бойцов. Артист-кукольник заходит в палату тяжелораненых, где лежит незнакомая девушка, и решает дать специальное представление только для неё.

#### Всё возвращается
В фильме параллельно проходят сюжетные линии 1943 и 1988 годов. Во взятом советскими войсками Сталинграде молодой лейтенант-армянин спасает пленного немецкого солдата, а в 1988 году после Спитакского землетрясения доброволец-хирург из Германии спасает внука армянского старика. Выясняется, что старик — это бывший молодой лейтенант, а немецкий доктор — сын спасённого им немецкого солдата. В основу сюжета легла история лейтенанта Вагана Хачатряна и доктора Миллера, записанная Львом Кирищяном.

#### Свои
Первые дни войны. Двое советских бойцов, чудом спасшиеся из Бреста, без еды и боеприпасов пробираются к своим. Пытаясь раздобыть провиант, на маленьком белорусском хуторе они замечают одинокую девушку: в то время, как  остальные жители ушли, она осталась с больной бабушкой. Бойцы силятся распознать — «своя» ли она. Однако когда два немца приезжают на хутор с однозначными намерениями, бойцы сначала избавляются от одного — а потом девушка вилами закалывает второго. Забрав мотоцикл и оружие убитых, солдаты уезжают с хутора, увозя с собой трупы.

#### Яма
Немецкий кинохроникёр готовится снять пропагадистский ролик. Немцы привозят несколько советских военнопленных разных национальностей, выдают им лопаты и приказывают выкопать яму, после чего евреям приказано оставаться в яме, а остальным — закопать евреев живьём. Пленные отказываются и бросают лопаты. Раздосаздованный офицер приказывает им поменяться местами, и теперь уже евреи под угрозой смерти должны живьём закопать остальных — но отказываются и они. В финале раздосадованные немцы расстреливают всех пленных. Сюжет основан на заметке, опубликованной вскоре после начала Великой Отечественной войны в газете «Правда».

#### Фотограф
Молодой человек работает в фотомастерской в одном из оккупированных городков, обслуживая немцев — в том числе печатая фотоснимки с отснятых теми плёнок. Местные жители считают его коллаборантом. Однако когда в город вступают советские войска и фотографа посещают спецслужбисты, тот рассказывает, что втайне от немцев сохранял копии сделанных ими снимков — которые нередко запечатлевали их зверства по отношению к мирному населению. В дальнейшем эти копии послужили доказательствами в Нюрнбергском процессе. Сюжет основан на истории Януша Уклеевского, молодого сотрудника фотосалона Злотницкой в Демблине, которому немецкий персонал Шталаг 307 приносил на проявку отснятые ими фотоплёнки.

#### Письма
Молодой солдат возвращается с войны. Он заезжает по адресу, надеясь встретить девушку, с которой переписывался всю войну и к которой у него возникли тёплые чувства, однако дверь ему открывает взрослая женщина с ребёнком. Она на секунду отвлекается, и разочарованный солдат уходит. Однако письма писала не она — вернувшаяся домой девушка, соквартирница женщины, узнаёт, что к ней приходил молодой солдат, и спешит на вокзал, где «влюблённые по переписке» благополучно встречаются в первый раз.

#### Отпуск
1944 год. Советские войска, преследуя отступающих немцев, вступают в деревушку и не находят в ней людей — лишь единственного пьяного немецкого солдата, проспавшего отступление своего отряда. Он предъявляет немецкий документ, согласно которому со вчерашнего дня он в отпуске, и поэтому сейчас он — гражданский. Командующий отрядом лейтенант приказывает «отправить немца в отпуск», игнорируя увещевания молодого бойца-новичка. В конце фильма становится понятной судьба жителей деревни и причина решения лейтенанта. В основе сюжета — воспоминания А. И. Шумилина.

#### Лётчик
Сбитый советский лётчик в бессознательном состоянии приземляется на парашюте возле деревни. Заметившая парашютиста группа немцев стремится захватить его в плен. Хромой старик, сын которого, красноармеец, был убит на войне, принимает решение отвлечь их внимание на себя: он переодевается в снятый с лётчика комбинезон, убивает одного немца из его пистолета и выплывает на середину озера, вынуждая немцев застрелить его. Не имея возможности добраться до утонувшего трупа и считая, что убили лётчика, немцы прекращают поиски и покидают деревню.

#### Музыкант
Грузовик с военными музыкантами, спасающимися от немцев, попадает в устроенную немецкой разведгруппой засаду, в живых остаётся только баянист, который ещё и напрудил себе в штаны. Немцы оставляют «русского дурака» в живых, чтобы понасмехаться над ним. Однако боец берёт себя в руки и, пользуясь тем, что большинство разведчиков уехало, а оставшиеся ведут себя беспечно, не воспринимая «недочеловека» всерьёз, расправляется с ними. В основе сюжета — воспоминания бойца инженерной роты 235-й стрелковой дивизии Е. Ю. Гаринцева.

#### Воздух
Севастополь окружён немецкими войсками. Советские подводные лодки привозят в осаждённый город боеприпасы и авиационное горючее — в своих балластных цистернах, а обратно на Большую Землю эвакуируют раненых. Одна такая лодка задержалась в порту и вынуждена лечь на дно, чтобы переждать светлое время суток, на протяжении которого лодке будет угрожать немецкая авиация. Ситуацию осложняют пары протёкшего бензина. Экипаж постепенно впадает в беспамятство, и дежурить по лодке остаётся единственный старшина, от которого теперь зависят жизни всех людей на её борту. Несмотря на усталость и галлюцинации, он обеспечивает всплытие лодки, запускает вентиляцию отсеков и помогает капитану и другим членам экипажа прийти в себя. Сюжет основан на истории подвига старшины Н. К. Пустовойтенко.

## Третий сезон

#### Память
В 1944 году штурмовик «Ил-2», подбитый в ходе освобождения Эстонии, совершает вынужденную посадку вблизи линии фронта. Бортстрелок, латыш, ранен и не может идти. Он убеждает пилота бросить его и уходить, надеясь огнём бортового пулемёта отвлечь и задержать немцев, разыскивающих сбитый самолёт. Однако пилот, увидев в отданных ему бумагах, что у бортстрелка останутся жена и дети, вместо этого отвлекает немцев на себя и погибает, тогда как бортстрелка спасают подоспевшие советские солдаты.
1985 год. Постаревший бортстрелок посещает школу, где рассказывает ученикам о войне. На стенде школьного музея он видит свою семейную фотографию, которую в своё время отдал лётчику, и узнаёт о его судьбе и месте захоронения. Бывший бортстрелок закрепляет на надгробии доселе неизвестного героя табличку с его именем.
Первая четверть XXI века. Помощник мэра принимает звонок от своей начальницы, требующей придумать инфоповод, который мог бы отвлечь её избирателей от множества бытовых проблем в городе. Он замечает памятный знак на могиле погибшего лётчика и организует его снос под телекамеры. Экскаваторщик вспоминает, что «здесь воевал его дед, освобождал Прибалтику от нацистов», но тем не менее выполняет полученное указание и сносит памятник.

#### Банька
Великая Отечественная война. Дивизия выведена на отдых; сапёры срубили баньку и готовятся насладиться помывкой — однако разведчики намереваются «пролезть вне очереди». Словесная перепалка переходит в потасовку, которая прерывается немецким пикировщиком, первой бомбой уничтожающим только что построенную баню. Самолёт идёт на второй заход, но разозлившиеся солдаты сбивают его из противотанкового ружья. Помирившиеся без слов сапёры и разведчики вместе приступают к восстановлению бани.

#### Митька
Юный мальчуган исполняет в партизанском отряде функции связного, но мечтает стать бойцом, чтобы отомстить за своих родителей, убитых гитлеровцами. Командир отряда размышляет, как бы получить сведения о расквартированном в селе немецком подразделении, и в шутку заявляет, что примет парня в отряд, если тот возьмёт «языка» — не меньше чем генерала. Придя в село, мальчик начинает наблюдать за немецким штабом. К штабу на мотоцикле подвозят немецкого офицера, и когда тот остаётся один, мальчик оглушает его ударом палки, отбирает у него оружие, связывает и конвоирует в отряд, по пути щедро награждая его тумаками и от души высказывая ему всё, что он думает об убийцах своих родителей. Однако когда он доставляет пленного в отряд, выясняется, что это переодевшийся в немецкую форму командир отряда, который планировал проникнуть в штаб, чтобы получить требуемые разведданные. Командир сдерживает своё слово, и принимаемый в отряд мальчик зачитывает перед строем клятву партизана.

#### Доброволец
Начало Великой отечественной войны. Юноша идёт в военкомат, чтобы пойти в армию добровольцем, несмотря на имеющуюся у него заводскую бронь. Пытающегося отговорить его отца он останавливает словами «это ты меня так воспитал». Когда юноша разговаривает с военкомом, к нему присоединяется отец, который тоже принял решение пойти добровольцем.
Подразделение, в котором служат отец и сын, идущее на фронт, попадает под обстрел немецких самолётов. Сын, пытающийся сбить самолёт из своего пулемёта, погибает. Отец горько переживает потерю сына.
Подразделение отступает. К командиру прибегает боец, докладывающий, что наступающие немцы в панике покинули оставленный советскими воинами населённый пункт. Командир удивлён неожиданному развитию событий и высылает разведгруппу для выяснения обстоятельств. В городке они обнаруживают расстрелянную немецкую колонну и убитого немцами пулемётчика — того самого солдата, который таким образом отомстил немцам за смерть сына.
В основе сюжета лежит эпизод из рассказа Г. Боброва, записанный им по воспоминаниям своего отца-фронтовика. Аналогичный случай описан в романе В. Корнилова.

## Четвёртый сезон
В основу сезона легли письма зрителей с историями их семей, воспоминания ветеранов и очевидцев войны.

#### Биби
Немецкий пункт сбора военнопленных, в котором содержатся захваченные в плен бойцы Красной армии. Пленные не имеют права встать на ноги, за ослушание — расстрел на месте. Изнывающие от скуки охранники издеваются над голодными бойцами.
В лагерь привозят нескольких захваченных моряков — оркестр Пинской военной флотилии. Охранник, продолжая развлекаться, требует, чтобы один из них спел какую-нибудь песню — и тот запевает «Врагу не сдаётся наш гордый «Варяг»». Раздосадованный охранник стреляет в матроса, но тот продолжает петь, пока может. Охранник в бешенстве расстреливает всех моряков.
Ночью вдохновлённые произошедшим военнопленные поднимают восстание, и, несмотря на то, что немалое их количество погибает от огня охранников, расправляются со своими мучителями и совершают побег.

#### Кресты
Начало Великой Отечественной войны. Подразделение отступает, по пятам преследуемое немецкими войсками. Чтобы закрепиться на господствующей высоте, солдатам нужно выиграть хоть какое-то время. Предоставить его вызывается старый солдат, участник Первой Мировой войны.
Колонна наступающих немцев встречает стоящего на её пути одинокого русского солдата с царскими крестами на груди. Он утверждает, что «имеет приказ не пропустить их» — при этом в винтовке у солдата нет ни одного патрона. Следующий в колонне немецкий генерал узнаёт, что солдат — один из тех, кто в Первую Мировую противостоял его войскам под Сморгонью, и уговаривает того уйти с пути колонны. Солдат, повинуясь, отходит — тем самым спуская рычаги гранат, которые до того удерживал своим весом, и ценой собственной жизни покупая для своего подразделения столь необходимое время, которое немцы будут вынуждены потратить на своих убитых и раненых.

#### Астрономы
В полевой лагерь Советской Армии возвращается командир с радостной вестью: война окончена. Один из солдат, увлекающийся астрономией полиглот, отпрашивается у командира, чтобы посетить местный собор, в котором хранятся старинные астрономические книги.
Собор охраняют два молодых члена организации «Гитлерюгенд». Старший «накручивает» младшего, заявляя, что им вот-вот предстоит пойти в неравный бой с «русскими танками», и издевается над ним. В то время как он ненадолго отлучается, в собор заходит солдат-полиглот, убеждая «обороняющегося» опустить оружие, и вместе с ним рассматривает старинные книги, делясь своими знаниями.
Старший возвращается и немедленно стреляет в советского солдата, тяжело его раня. Младший, осознавая, что потерял того, с кем только что подружился, убивает старшего и тащит тяжелораненого на плащ-палатке к советскому полевому лагерю. Пока на окрик часового сбегаются остальные, раненый советский солдат и обессилевший юный немец лежат бок-о-бок, рассматривая сияющие над ними созвездия.

#### Подходящий случай
Рота советских солдат второй месяц стоит в обороне. Проголодавшиеся бойцы жалуются на нерасторопность подносчика рядового Никоненко, посланного в тыл за продуктами, и пытаются уговорить рядового Сергеева поделиться колбасой, которую тот получил из дома. Сергеев отказывается, говоря, что хочет сохранить её для «подходящего случая». В конце концов Никоненко приносит армейский термос с кулешом, хлеб и банки тушёнки. Сергеев в шутку замечает, что «как только твою задницу ленивую подстрелят — лично схожу и быстрее тебя обернусь».
Вскоре Никоненко действительно ранят, и Сергееву предлагается принять на себя его обязанности. Внезапно выясняется, что те были не так просты, какими казались: путь до кухни и обратно неблизок и опасен, простреливается немцами из всех видов оружия; тушёнка происходила с разбомленного склада — Никоненко разыскивал разбросанные взрывом банки и приносил их товарищам. В лесу рыщут немецкие разведчики, встреча с которыми могла бы погубить Сергеева, если бы не другой солдат, вовремя пришедший на выручку. В результате миномётного обстрела термос Сергеева оказывается пробит осколком. В расположение своей роты он прибывает лишь к ночи.
На следующий день Сергеев посещает Никоненко в медсанбате, принося ему благодарность от бойцов: хлеб, тушёнку, трофейный коньяк — и бережно сохранявшуюся им палку махана: «подходящий случай» наступил.

#### Погреб
Великая Отечестванная война, оккупированная немцами деревня. Отец и сын — полицаи — наблюдают за построением немецких солдат, которым офицер ставит задачу: в ходе неудачного налёта партизан на железнодорожную станцию один из них был ранен и теперь скрывается где-то в деревне — его следует найти.
Молодая селянка находит бесчуственного партизана. Её тётя, сельская самогонщица, боится расправы немцев, но всё равно помогает девушке занести раненого в хату, где они наталкиваются на отца-полицая, который явился за самогоном. Девушка завладевает винтовкой полицая и держит его на мушке, пока тётя перевязывает раненого. Немцы начинают обыскивать хаты, и тётя предлагает спрятать девушку, раненого и полицая в тайник, вырытый её отцом-самогонщиком «ещё в 1914 году».
Хата тёти вызывает у немецкого офицера подозрения, и пока солдаты обыскивают хату, в потайном подполе девушка и полицай-отец шёпотом ведут разговор. По его словам, его сын первым напросился на службу к немцам — а отец последовал за ним. Воспользовавшись моментом, полицай обезоруживает девушку и рассказывает ей, что он знал про этот потайной погреб — он помогал её деду его копать; а также — и потайной лаз в хлев.
Немцы продолжают обыск, а полицай-сын бродит на улице. Внезапно он видит убегающего мужчину в одежде партизана, догоняет его и сбивает с ног — но это оказывается его отец. Он приобнимает сына и просит у него прощения за всё — и пока тот ошарашенно смотрит на отца, подрывает обоих гранатой.

#### Зверь
Послевоенная оккупация Германии советскими войсками. К немецкой семье, проживающей в некогда богатом доме, приезжает их дочь Берта со своей немецкой овчаркой. Когда Берта выходит погулять с собакой, та бросается на девушку, стоящую в очереди к советской полевой кухне — и Берта узнаёт в ней свою одноклассницу Эльзу, с которой не виделась семь лет.
На ужин в честь приезда Берты её семья пригласила Йохана — немца-коммуниста, в своё время бежавшего из страны, спасаясь от нацистов, а ныне работающего в советской оккупационной администрации. Йохан приносит на небогатый ужин продукты из своего пайка. В это время в дом заходит Эльза, предупреждая хозяев, что их парадная дверь распахнута. Берта приглашет Эльзу присоединиться к ним.
После ужина Эльза и Берта сидят в комнате. Видя, что Эльза определённо простужена, Берта вручает ей кольцо, предлагая подруге детства обменять его на лекарства и продукты. Эльза поражена и собирается уйти. Поскольку начался комендантский час, Берта советует той поехать на автомобиле вместе с Йоханом.
На следующее утро дом посещает несколько советских офицеров. В саквояже Берты они находят золотые зубные протезы и украшения, а также фотографии, на которых та запечатлена в военной форме дрессирующей собак для концлагеря. Вошедшая вслед за ними Эльза рассказывает, что отданное ей вчера кольцо принадлежало её матери, вместе с которой она оказалась в концлагере для евреев.

#### Малютка
Начало Великой Отечественной войны. Под звуки канонады детдомовцы эвакуируются в тыл. В суматохе девочка по имени Аделаида (Ада) роняет свою куклу, и грузовик с детьми уезжает.
В тылу мать девочки работает, а девочка ходит в школу. Проходя мимо магазина игрушек, она каждый раз останавливается и смотрит на красивую куклу с ценником 122 рубля. Иногда она пересчитывает свои сбережения, хранящиеся в жестяной банке. Мать девочки перешивает для неё «по росту» подаренное знакомой платье и ложится спать. Проснувшаяся Ада замечает, что платье для неё готово, и, забрав банку с накопленными деньгами, выходит с платьем на базар, где продаёт его за 70 рублей: «ей очень нужны эти деньги». После этого она в очередной раз направляется к магазину игрушек.
Когда Ада возвращается домой, её мать сердита: платья, которое она полночи ушивала, нет ни в доме, ни на Аде. Девочка в чём-то признаётся матери — и зрители видят на экране произошедшее перед этим: в очередной раз посмотрев на вожделенную куклу, Ада отнесла собранные деньги в почтовое отделение и передала их в Фонд обороны с просьбой построить на них танк для скорейшего изгнания фашистов. В приложенном к переводу письме Ада призывает и других детей поступать так же.
Сюжет основан на истории реального танка «Малютка», на постройку которого по инициативе Ады Занегиной дети Омской области собрали 160 886 рублей.

#### Олеся
На берегу реки партизанский командир инструктирует высокого человека: в занятую немцами деревню ожидается прибытие важного фашистского чина — штандартенфюрера, который лично отдал приказ о сожжении восьми деревень вместе с жителями. Партизаны планируют налёт на деревню с целью его уничтожения.
Утро. Собирающий вместе с двумя другими парнями грибы мальчик замечает купающуюся в реке девушку из той же деревни, Олесю. Более взрослый парень подзуживает его украсть её одежду — девушка общается с немцами и считается в деревне предательницей. Мальчик отказывается и набрасывается на обидчика. Услышав шум, девушка скрывается.
В деревне мальчик предлагает Олесе помочь донести вёдра от колодца. Та грубо отказывает ему — однако, свободно говоря по-немецки, принимает такое же предложение от немецкого офицера. Когда прибывший наконец штандартенфюрер решает принять русскую баню, девушка приносит парящимся напитки и закуску. Пока немцы парятся, мальчик проникает в её дом и крадёт немецкий пистолет. В это время девушка, подозвав к себе немецкого часового, неожиданно убивает его ударом ножа, обливает баню бензином, поджигает её и отстреливается от подбегающих немцев. Один из них ранит Олесю — но подбежавший сзади мальчик убивает его из украденного пистолета. Он предлагает девушке бежать — но она ранена и не способна на это. Вдвоём они укрываются за камнем и отстреливаются от немцев.
Вечер. Проходящие парни видят повешенных немцами девушку и мальчика — «пособников партизан» и обещают отомстить за них.
Ночь. Партизанский командир вновь разговаривает с высоким человеком и сожалеет, что Олеся погибла: тем самым партизаны потеряли свои «глаза» в деревне — но, ликвидировав фашиста, девушка, скорее всего, сохранила жизни тем партизанам, которые погибли бы при налёте на деревню. Камера приближается, и зритель видит, что с командиром беседует тот самый парень. Он соглашается продолжить дело Олеси.

#### Сердце
Группа советских солдат осматривает взятый ими с боем заводской корпус, собирая оружие и личные документы убитых немцев, а также снося в одно место своих убитых. Пулемётчик обыскивает убитого немца в поисках сигарет и находит у того в кармане его фотографию c девушкой. Пулемётчик отрывает половину с девушкой и намеревается забрать её себе, но его останавливает командующий отрядом лейтенант и приказывает выбросить фото. Подошедший старшина отправлят пулемётчика занимать позицию, поясняя лейтенанту, что «его тоже понять можно — у него двух бойцов из расчёта скосило». Лейтенант ожидает немецкой контратаки, и опасается, что изрядно потрёпанный отряд, не имея связи, не сможет продержаться долго. Вскоре появляются наступающие немцы, и начинается бой.
Все бойцы отряда убиты, в живых остался только тяжелораненый лейтенант. Слыша голоса приближающихся немцев и выстрелы, которыми те приканчивают раненых, он достаёт из нагрудного кармана фотографию своей девушки и сжигает её, а затем извлекает из кобуры пистолет и стреляет в немцев.

## Награды
По сообщению пресс-службы Института развития интернета, цикл получил 15 иностранных наград, включая приз Берлинского фестиваля сериалов в номинации «Короткометражные фильмы» Берлинского фестиваля сериалов. В 2022 году сериал получил главный приз на фестивале «London Web Fest» и гран-при фестиваля «Свет миру» в Ярославле. В 2023 году он победил на Берлинском фестивале телесериалов в номинации короткометражных фильмов. Сериал также получил награды бразильского фестиваля Rio Web Fest, филиппинского Dreamanila, аргентинского BUEIFF Series, сингапурского World Film Carnival, китайского Shanghai International Short Week, сербского Serbian International Monthly Film Carnival, итальянских Fabrino Film Fest и Rome Prisma Film Awards. На фестивале Minnesota Web Festival сериал одержал победу в номинациях «Лучший драматический сериал», «Лучший актерский состав» и «Лучшая оригинальная музыка к сериалу». В 2024 году сериал стал победителем кинофестиваля в Каннах в категории «лучший веб-/телесериал». В июле 2024 году серия «Банька» получила платиновую награду фестиваля независимых короткометражек «Independent Shorts Awards» в Лос-Анджелесе в категории «Лучший веб-сериал».
В январе 2025 года — награда фестиваля Cinematography and Photography Awards в Лондоне.

### Сноски
1. ↑  Командир упоминает имя солдата: Степан Тимофеевич Луговой
2. 1 2  Поскольку действие фильма происходит во времена Великой Отечественной войны, цены ожидаемо указаны в рублях СССР до деноминации 1961 года.